# Henri Fréteur
Henri Fréteur (Croix, 19 febbraio 1877 – ...) è stato un ginnasta francese.
Partecipò ai Giochi olimpici del 1900 di Parigi dove arrivò settantacinquesimo nella gara degli esercizi combinati con 220 punti.